# Péronne (Somme)
Péronne é uma comuna francesa na região administrativa de Altos da França, no departamento de Somme. Estende-se por uma área de 14,16 km². Em 2010 a comuna tinha 7 802 habitantes (densidade: 551 hab./km²).